# Kerrang! Awards
Kerrang! Awards est une cérémonie qui décerne des récompenses, essentiellement dans le domaine de la musique rock, organisée par l'hebdomadaire de musique rock et heavy metal Kerrang!.
Cette cérémonie se déroule de façon annuelle au mois d'août. La première émission s'est déroulée en 1993.
Contrairement à la plupart des grandes cérémonies de remise de prix musicaux, les nommés et les gagnants des Kerrang! Awards sont déterminés par les votes des fans.

## Histoire
Depuis leur création en 1994, les Kerrang! Awards forment un des événements les plus reconnus en Grande-Bretagne par le Livre Guinness British Hit Singles & Albums (en), aujourd'hui disparu, qui citait souvent certains des lauréats dans son récapitulatif annuel de l'année précédente. L'événement est présenté par de grandes célébrités du monde de la musique, et de nombreuses autres personnes extérieures à l'industrie assistent à l'événement et remettent parfois les prix, comme en 2003, où Jodie Marsh a remis à Feeder le prix du meilleur groupe britannique.
L'un des événements les plus marquants de ces dernières années est peut-être la cérémonie de 2000, au cours de laquelle Slipknot a mis le feu à sa table après avoir remporté le prix du meilleur groupe du monde. Lostprophets a failli devenir le premier groupe à remporter trois fois de suite le prix du meilleur groupe britannique, mais il a été battu par Bullet for My Valentine en 2008, lequel a aussi réussi à remporter le prix en 2010. Il a depuis été suggéré que depuis la condamnation de Ian Watkins, les récompenses de Lostprophets devraient être annulées. Thirty Seconds to Mars détient le record du plus grand nombre de victoires en tant que meilleur single (trois). Le groupe est également le premier artiste à avoir remporté le prix du meilleur single deux années consécutives, en 2007 et 2008. De nombreuses entreprises internationales, parmi lesquelles Island Records, Orange Music Electronic Company et Marshall Amplification, participent au parrainage des différentes catégories de prix.
Il a été noté que les prix n'adhèrent pas toujours au code strict du « le plus grand est le meilleur », puisque certains des gagnants et des nommés pour les prix les plus récents ont été attribués à des groupes ayant une exposition mineure ou une forte réputation sur scène, tels que les gagnants du prix de la meilleure révélation internationale en 2010, Trash Talk. Certains lauréats de ces prix ont également fait l'objet de controverses. C'est le cas par exemple des lauréats des catégories Meilleure révélation britannique et Meilleure révélation internationale de l'édition 2006 (Bring Me the Horizon et Aiden). Toutefois, depuis la première cérémonie en 1993, la plupart des catégories récompensent des artistes qui ont connu un succès commercial notable au moment où ils ont reçu leur prix, comme par exemple le Meilleur groupe britannique, le Meilleur groupe international et le Hall of Fame.
L'obtention d'un prix est considérée comme un événement important dans la carrière d'un artiste. Grant Nicholas, le leader de Feeder, a déclaré que leur prix de 2003 était le prix que leur défunt batteur Jon Lee (en) avait toujours voulu que le groupe remporte, et Nicholas lui a dédié le prix. La même année, Justin Hawkins de The Darkness a exprimé sa déception de ne pas avoir remporté le prix de la meilleure révélation britannique, car cela aurait permis au groupe de remporter tous les prix pour lesquels il était nommé, ce qui lui a été refusé par Funeral for a Friend. La même année, Good Charlotte a été dédaigné par le public présent alors qu'il avait été annoncé qu'il remportait le prix du Meilleur single.
La cérémonie de remise des prix n'a pas eu lieu en 2017, mais a repris en juin 2018 : des artistes comme Neck Deep, Enter Shikari, Code Orange et Foo Fighters y ont reçu des prix, et l'événement a également accueilli plusieurs invités spéciaux, parmi lesquels Johnny Depp et Justin Hawkins. L'événement n'a pas été diffusé à la télévision, mais plusieurs discours de remerciements et interviews ont été téléchargés sur la chaîne YouTube de Kerrang!, et la cérémonie a naturellement fait l'objet d'une forte couverture dans l'édition de la semaine suivante du magazine.
La cérémonie n'a pas eu lieu en 2020 ni en 2021 en raison de la pandémie de Covid-19, mais la cérémonie devait revenir en juin 2022, la période de nomination des lecteurs commençant en avril 2022

## Catégories
Depuis la cérémonie de 2018, les prix suivants ont été décernés lors des Kerrang! Awards :
- Meilleure chanson (en) (auparavant nommé Meilleur Single)
- Meilleur album
- Meilleur groupe britannique
- Meilleur groupe international
- Meilleur percée britannique
- Meilleur percée internationale
- Meilleur spectacle britannique
- Meilleur spectacle international
- Légende Kerrang!
- Inspiration Kerrang!
- Icône Kerrang!